# استاندارد رفاه جانوران
این مطلب بر اساس اطلاعات کلی مندرج در سایت ایزو تهیه شده‌است و مقاله رفاه جانوران نیز اطلاعات کلی در این زمینه ارائه نموده‌است.
رفاه جانوران بر اساس استاندارد [۱]ISO/TS 34700:2016 مدیریت می‌شود. گرچه این سیستم خیلی به موضوعات سلامت و دامپزشکی مربوط نمی‌شود و بیشتر مربوط به سازماندهی زنجیره تأمین غذا است.
این استاندارد در سال ۲۰۱۶ بر اساس  همکاری سازمان جهانی بهداشت جانوران و سازمان بین‌المللی استاندارد تدوین شد.
ایزو TS 34700 سال انتشار ۲۰۱۶: مدیریت رفاه جانوران- نیازمندی‌های عمومی و راهنمای سازماندهی در زنجیره تأمین غذا
ISO/TS 34700:2016 - Animal welfare management — General requirements and guidance for organizations in the food supply chain
ایزو ISO/TS 34700:2016 نیازمندی‌ها و راهنمای پیاده‌سازی ضوابط رفاه جانوران را ارائه می‌کند. استاندارد ۳۴۷۰۰ این موارد را بر اساس مقدمات توصیه‌هایی برای رفاه جانوران در بخش اول فصل هفت OIE TAHC (Chapter 7.1) تدوین نموده‌است. استاندارد ISO/TS 34700:2016 برای جانوران خشکی‌زی که برای تولید غذا یا تغذیه استفاده می‌شوند، کاربرد خواهد داشت.

## موارد خارج از شمول استاندارد
موارد زیر از شمول این استاندارد خارج هستند.
- جانورانی که برای آموزش و پژوهش استفاده می‌شوند.
- جانورانی که در پناهگاه‌های حیوانات و باغ وحش‌ها نگهداری می‌شوند.
- جانوران همراه
- جانوران بدون صاحب و حیات وحش
- جانوران آبزی
- جانوران که به منظور حفظ سلامت عمومی یا جانوران بر اساس دستورالعمل سازمان‌های ذی‌صلاح کشته می‌شوند
- تله‌های کشتار با شفقت برای جانورا و جانوران زیان‌آور

## کاربرد و دامنه استاندارد
کاربرد این مستند محدود به بخش‌هایی است که فرآیند آن یا گونه‌های جانوری که در فصل‌های خاص OIE TAHC مطرح شده‌اند. در زمان انتشار این نسخه استاندارد فصل‌های زیر مورد نظر بودند.
- فصل ۷٫۲: حمل جانوران از طریق دریا
- فصل ۷٫۳ : انتقال جانوران از مسیر زمینی
- فصل ۷٫۴: حمل جانوران از طریق هوایی
- فصل ۷٫۵: کشتار جانوران
- فصل ۷٫۹: رفاه جانوران و سیستم تولید گاوهای گوشتی
- فصل ۷٫۱۰: رفاه جانوران و سیستم تولید مرغ‌های گوشتی
- فصل ۷٫۱۱: رفاه جانوران و سیستم تولید گاوهای شیری

دامنه استاندارد و توسعه آتی آن را می‌توان از روی اینفوگراف استاندارد رفاه جانوران در OIE پیش‌بینی کرد.

## هدف استاندارد
این مستند برای راهنمایی کاربران برای انجام یک آنالیز گپ و برنامه‌ریزی رفاه جانوران که سازگار با OIE TAHC است طراحی شده‌است. این استاندارد همچنین می‌تواند برای تسهیل پیاده‌سازی استانداردهای رفاه جانوران برای بخش عمومی یا خصوصی که حداقل ضروریات OIE TAHC را رعایت کند، به کار رود. محدوده این استاندارد در هر زمانی می‌تواند بازنگری شود و این بازنگری منوط به تکمیل یا اصلاح محتوای OIE TAHC است.
اطلاعات عمومی استاندارد ISO/TS 34700:2016
| وضعیت     | انتشاریافته                           | تاریخ انتشار                          | ۲۰۱۶–۱۲                               |
| نسخه      | ۱                                     | تعداد صفحه                            | ۸                                     |
| کمیته فنی | ISO/TC 34 Food Products               | ISO/TC 34 Food Products               | ISO/TC 34 Food Products               |
| ICS       | 67.020 Processes in the food Industry | 67.020 Processes in the food Industry | 67.020 Processes in the food Industry |

## نمونه‌هایی از استانداردهای معروف ایزو
- استاندارد سری ISO-9000 - مدیریت کیفیت
- ایزو ۲۶۰۰۰ - مسئولیت اجتماعی
- ایزو ۲۲۰۰۰ - مدیریت امنیت غذایی
- ایزو ۱۷۰۲۵ - تأیید صلاحیت آزمایشگاه‌های تست و کالیبراسیون
- ایزو ۱۷۰۲۰ - تأیید صلاحیت تیم‌های بازرسی

## فرایند تدوین استاندارد

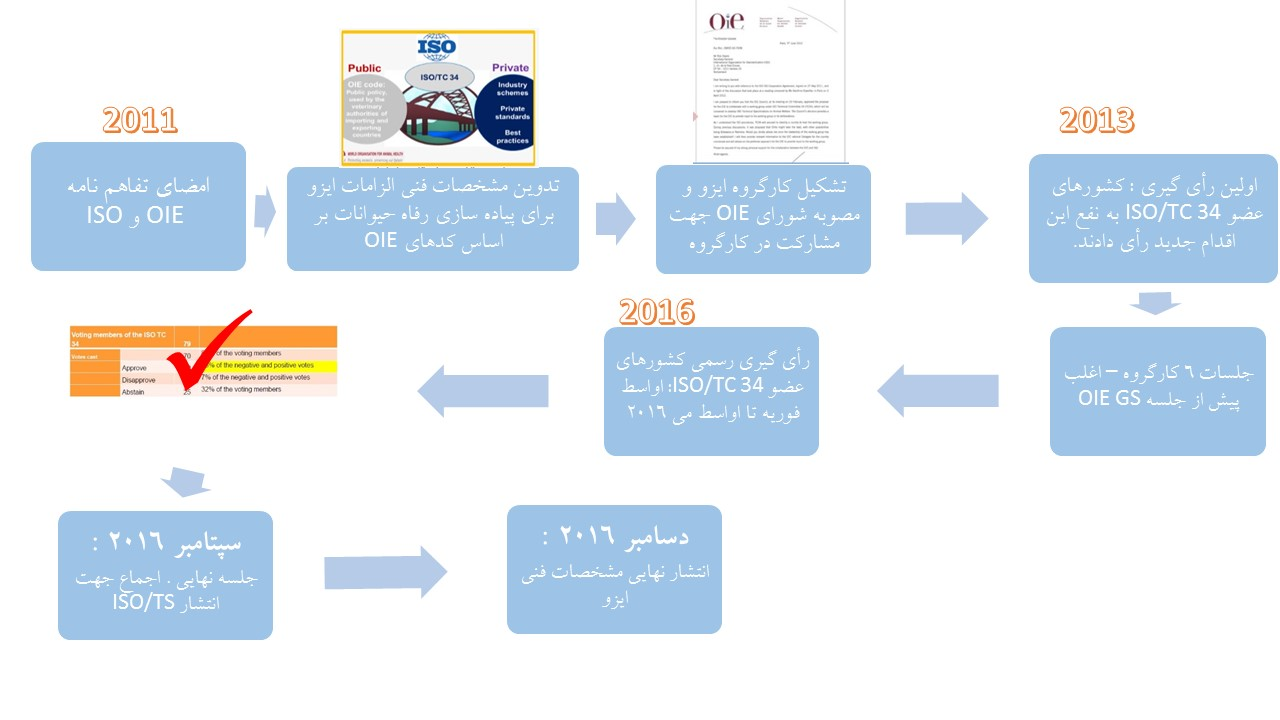
فرایند تدوین استاندارد

فرایند تدوین استاندارد از سال ۲۰۱۱ با دعوت سازمان استاندارد جهانی توسط سازمان جهانی بهداشت جانوران برای تبدیل فصل هفتم کدهای سلامت جانوران خشکی‌زی TAHC به استاندارد رفاه جانوران آغاز شد. پس از توافق اولیه کارگروهی تحت کمیته غذایی ایزو (ISO/TC 34) تشکیل شد. هدف OIE از این اقدام، نظم بخشیدن به رفاه جانوران در بخش خصوصی و برقراری ارتباط منظم سازمانی بین دامپزشکان و ذینفعان صنعت دام، صنعت حمل و نقل و صنایع غذایی بوده‌است. پس از ۵ سال و در دسامبر ۲۰۱۶، پس از تأیید کشورهای عضو کارگروه، استاندارد منتشر شد. با این اقدام، ابزار ایزو - که پیاده‌سازی رفاه جانوران را طبق قواعد کدهای OIE را تسهیل می‌کند - ایجاد شد.

## نقشه ذینفعان

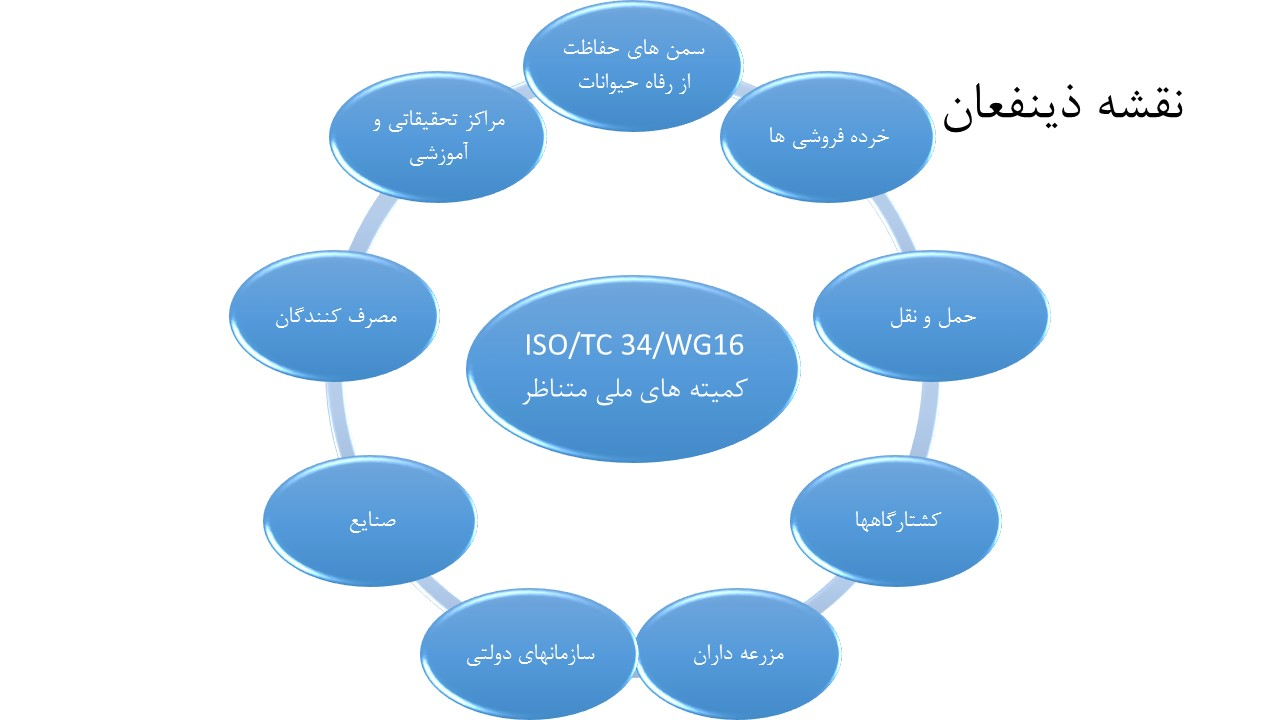
نقشه ذینفعان استاندارد رفاه جانوران

ذینفعان استاندارد رفاه جانوران که در زمان تدوین استاندارد مد نظر بودند و به نوعی همکاری آن‌ها در پیاده‌سازی رفاه جانوران در ساختارهای دامپزشکی و دامی و صنایع غذایی از اهمیت زیادی برخوردار است تعیین شدند. در واقع این ذینفعان، عوامل تحول صنایع مورد خواهند بود.
- سازمان‌های مردم نهاد حمایت از رفاه جانوران
- خرده فروشی‌های فراورده‌های گوشتی
- سیستم حمل و نقل جانوران
- کشتارگاه‌ها
- دامپروری
- رده:سازمان‌های دامپزشکی
- صنایع فراورده‌های گوشتی
- مصرف‌کنندگان فراورده‌های گوشتی
- مراکز آموزشی و پژوهشی

## فراگیری استاندارد رفاه جانوران در ایران
در حال حاضر به دلیل برخی محدودیت‌ها و کم بودن اقدامات ترویجی در این خصوص هنوز ساختارهای دامپزشکی، دامپروری و کشتارگاه‌های ایران اقدام جدی در خصوص پیاده‌سازی این استاندارد انجام نداده‌اند.